# ريتشارد بولن نيوتن
ريتشارد بولن نيوتن (بالإنجليزية: Richard Bullen Newton) عالمُ أحافير بريطاني (1854–1926) تخصّص في أحافير الرخويات، وعمل طويلًا في المتحف البريطاني للتاريخ الطبيعي. ترأس الجمعية المالاكلوجية اللندنية بين عامي 1910 و1912، ثم الجمعية الكونكولوجية لبريطانيا العظمى وأيرلندا بين 1913 و1915، كما نال وسام الخدمة الإمبراطورية سنة 1920. دُفن في مقبرة مدينة وستمنستر (هانويل) في لندن. ويسجل WoRMS عددًا من الأجناس والأنواع البحرية التي سمّاها، منها جنس Volvulella الذي نشره عام 1891.

## السيرة والمسيرة
وُلد نيوتن في لندن في 23 فبراير 1854 وتلقّى تعليمه في «المدرسة الأساسية اللندنية المركزية» (Cowper Street). التحق بهيئة المسح الجيولوجي وهو في الثالثة عشرة، ثم صار عام 1873 «مساعدًا لطبيعيّ» تحت إشراف هكسلي. وفي 1880 انتقل إلى المتحف البريطاني للتاريخ الطبيعي وأسندت إليه مجموعة أحافير الرخويات، ونشر قرابة 120 بحثًا في هذا الحقل.
شغل نيوتن رئاسة الجمعية المالاكلوجية اللندنية (1910–1912) ثم رئاسة الجمعية الكونكولوجية لبريطانيا العظمى وأيرلندا (1913–1915)، ونال «منحة وولاستون» من الجمعية الجيولوجية في لندن سنة 1914 تقديرًا لإسهاماته في علم الأحافير.

## مؤلفات مختارة
- Systematic List of the Frederick E. Edwards Collection of British Oligocene and Eocene Mollusca in the British Museum (Natural History) (1891) — فهرس مرجعي لمجموعة فريدريك إدواردز من رخويات الأوليجوسين والإيوسين في المتحف.[8]
- أبحاث لاحقة في رخويات العصر الثلاثي والجوراسي وفي الفورامنيفرا كأدلة طباقية، منها دراسات على نيجيريا وزولولند.[7]

## تكريم ودفن
مُنح نيوتن وسام الخدمة الإمبراطورية في قائمة 5 يونيو/حزيران 1920 الرسمية، تقديرًا لخدمته في قسم الجيولوجيا بالمتحف البريطاني. وتذكر صفحة مجلس مدينة وستمنستر الرسميّة أنه مدفون في مقبرة هانويل ضمن «الأسماء البارزة» المدونة هناك.

## تسميات علمية
يسجل السجلّ العالمي للأنواع البحرية أجناسًا وأنواعًا متعدّدة سمّاها نيوتن، ومن بينها Volvulella (1891) وغيرها من الأجناس المشتقّة من أعماله في أحافير الرخويات.